# Holzgerlingen
Holzgerlingen è una città tedesca di 13 750 abitanti, situata nel land del Baden-Württemberg.
Situato a pochi km da Böblingen e Sindelfingen (stabilimenti Mercedes e IBM) ha sviluppato nel tempo una certa vocazione industriale, passando da una economia essenzialmente agricola ad una mista trainato dalla prima fabbrica sorta nel 1798 ad opera di Gottlieb Binder (tessili nastri e bende).